# Frauenberatung
Eine Frauenberatung ist eine eigenständige, geschlechtsspezifisch ausgestaltete Beziehungs- und Interventionsstrategie, orientiert an den Fähigkeiten und Ressourcen der Hilfe suchenden Frauen, die auf eine Erweiterung ihrer Handlungskompetenzen abzielt. Beratung findet unter Einbeziehung der sozialen Felder und Systeme der Ratsuchenden statt. Es soll für jede Frau ein individueller Lösungsweg gefunden werden. Beratung ist zielorientiert und bezieht sich auf das Selbstmanagement, wie auch auf das institutionelle Management.

## Zielgruppe
Frauen,
- die in einer Situation physischer oder psychischer Gewalt leben und nach Veränderung suchen
- die aufgrund von häuslicher Gewalt einen Polizeieinsatz erlebt haben
- die in einer Lebenskrise frauenspezifische Beratung in Anspruch nehmen möchten
- die bei oder nach einer Schwangerschaft Beratung suchen, insbesondere bei der Schwangerschaftskonfliktberatung
- die in psychischen Belastungssituationen wie Trennung, Scheidung und Beziehungsschwierigkeiten stecken
- die in ein Frauenhaus vermittelt werden
- die eine nachgehende Beratung nach einem Frauenhausaufenthalt benötigen

## Erstberatung
In einer Erstberatung wird eine gemeinsame Planung erstellt. Hierbei geht es darum die idealen Rahmenbedingungen, Methoden, Unterstützungsinhalte und das Beratungskonzept zu entwickeln, um das gesetzte Ziel zu erreichen. Auch ist es wichtig die Frauen über die ihnen verfügbaren Möglichkeiten, Angebote, wie auch die Rechtslage aufzuklären bzw. zu informieren. Es ist zu klären ob womöglich andere Institutionen hinzuzufügen sind, wie beispielsweise ein Frauenhaus, ein Rechtsanwalt oder eine Rechtsanwältin, eine Suchtberatungsstelle oder das Jugendamt.

## Beratungsinhalte und Umsetzung
- Informationsvermittlung

Aufklärung über ihre Rechte, Existenzsicherung, Wohnraum, SGB II SGB IIX, Arbeitsvermittlung.
Information über das Gewaltschutzgesetz (Kontaktverbot, Wohnungszuweisung, Annäherungsverbot)…
- Telefon- und Mailberatung

- Kurzfristige Einzelberatung

Frauen, die in einem begrenzten Problembereich Klärung benötigen, z. B. hinsichtlich einer Trennung oder Anzeige.
- Krisenintervention

Beratungen in akuten Notsituationen erfolgen schnellstmöglich nach Anfrage einer betroffenen Frau. 
- Psychosoziale Beratung

Beratungen bei komplexen Problemlagen, wie z. B. häusliche Gewalt im Zusammenhang mit Wegweisung, Trennung und Scheidung, Strafverfahren und die Elterliche Sorge
- Therapeutische Angebote

Ressourcenorientierte, konkrete, aktive und relativ kurze Beratungsarbeit. Hier soll das Wiedererlangen der Kontrolle über das eigene Leben und die Verbesserung der Flexibilität, wie auch die Kreativität beim Suchen von Lösungen bei Problemen gefördert werden.
- Sozialberatung

Unterstützung bei Behördenangelegenheiten, bei der Wohnungssuche, der Sicherung finanzieller Ansprüche, der Aufklärung von Trennungsunterhalt und Unterhaltsleistungen
- Gruppenangebote

Angeleitete Gruppen zu unterschiedlichen frauenspezifischen Themen wie Trennung, Scheidung und Selbstbestärkung
- Nachgehende Beratung

Für Frauen nach einem Frauenhausaufenthalt, die weitergehende Beratung möchten.
Viele Beratungsstellen richten ihre Angebote auch an Angehörige und Freunde oder andere betroffene Personen aus dem sozialen Umfeld der von Gewalt betroffenen Frauen.